# Michele Mario Elia
Michele Mario Elia (Castellana Grotte, 5 ottobre 1946) è un dirigente pubblico italiano.

## Biografia
Si è laureato in ingegneria elettrotecnica nel 1972.
Dopo un'esperienza come insegnante di "Misure Elettriche" nel corso degli anni 1974-75, viene assunto in Ferrovie dello Stato nel 1975 con la qualifica di Ispettore attraverso un concorso esterno. Dal 1975 al 1980 si occupa della realizzazione di impianti di segnalamento presso il compartimento di Cagliari e dal 1980 al 1986 della realizzazione di impianti di trazione elettrica e di telecomando presso il compartimento di Bari.
Inquadrato dirigente nel corso del 1986 ha ricoperto numerosi incarichi:
- Responsabile Trazione Elettrica – Direzione Generale FS (1986-1989)
- Capo Servizio Produzione nell'ambito del Compartimento di Bari (1990-1996)
- Responsabile Servizi Gestionali della Rete Ferroviaria (1996-1998)
- Responsabile della Direzione Tecnica della Divisione Infrastruttura, oggi Rete Ferroviaria Italiana (1998-2006)
- Amministratore Delegato di Italcertifer (2005-2007)
- Amministratore Delegato di Rete Ferroviaria Italiana (2006-2014)
- Amministratore Delegato di Ferrovie dello Stato Italiane (2014-2015)
- Country manager per l'Italia di TAP AG (2016 - aprile 2019)

Viene imputato nel processo in seguito all'incidente ferroviario di Viareggio del 29 giugno 2009, in cui persero la vita 33 persone. Il 31 gennaio 2017 viene condannato in primo grado dal tribunale di Lucca, assieme a Mauro Moretti e Vincenzo Soprano, a 7 anni e 6 mesi di carcere, ma rimasto in sospeso, il caso si è riaperto il 10 gennaio 2018.

## Altri ruoli
- Membro del Consiglio di Amministrazione dell'Associazione Europea dell'Interoperabilità Ferroviaria (2000)
- Direttore della rivista La Tecnica Professionale (2002)
- Membro del Comitato Esecutivo del CEI - Comitato elettrotecnico italiano (2004 – 2010) [2]
- Membro dell'Agenzia Ferroviaria Europea - European Railway Agency (dal 2007) [3]
- Presidente GEIE Corridoio D (2007) [4]
- Commissario Straordinario per la realizzazione delle opere relative alla tratta ferroviaria Napoli - Bari e Palermo-Catania-Messina  (2014) [5]